# Cyranorhis
Cyranorhis es un género extinto de peces actinopterigios prehistóricos. Fue descrito por Lund and Poplin en 1997.
Vivió en los Estados Unidos (Montana).